# Gabriel Diallo
Gabriel Diallo (ur. 24 września 2001 w Montrealu) – kanadyjski tenisista, reprezentant w Pucharze Davisa.

## Kariera tenisowa
W 2019 zadebiutował w cyklu ITF Men’s World Tennis Tour oraz ATP Challenger Tour. W zawodach o randze ATP Tour finalista jednego turnieju.
Był członkiem reprezentacji Kanady podczas zwycięstwa w Pucharze Davisa w 2022 roku.
W 2024 roku, podczas French Open, po przejściu kwalifikacji zadebiutował w wielkoszlemowym turnieju głównym w grze pojedynczej. W pierwszej rundzie przegrał z Japończykiem Kei Nishikorim.
W rankingu gry pojedynczej najwyżej był na 85. miejscu (27 stycznia 2025), a w zestawieniu gry podwójnej na 321. pozycji (8 stycznia 2024).

### Finały w turniejach ATP Tour
| Legenda                                      |
| -------------------------------------------- |
| Wielki Szlem                                 |
| Igrzyska olimpijskie                         |
| Tennis Masters Cup / ATP Finals              |
| ATP Masters Series / ATP Tour Masters 1000   |
| ATP International Series Gold / ATP Tour 500 |
| ATP International Series / ATP Tour 250      |

#### Gra pojedyncza (0–1)
| Końcowy wynik | Nr | Data                 | Turniej | Nawierzchnia  | Przeciwnik      | Wynik finału  |
| ------------- | -- | -------------------- | ------- | ------------- | --------------- | ------------- |
| Finalista     | 1. | 21 października 2024 | Ałmaty  | Twarda (hala) | Karen Chaczanow | 2:6, 7:5, 3:6 |